# Japenzin
Japenzin este o comună din landul Mecklenburg-Pomerania Inferioară, Germania.